# Ansa di Henle

Fisiologia dell'ansa di Henle

L'ansa di Henle (dal nome del fisiologo tedesco Friedrich Gustav Jakob Henle) o ansa del nefrone è un elemento anatomico, tipico di uccelli e mammiferi, dalla caratteristica disposizione a U, interposto tra il tubulo prossimale e il tubulo distale con i quali compone il tubulo renale. L'ansa si divide in una porzione discendente sottile e una porzione ascendente spessa. La porzione discendente è deputata al riassorbimento di acqua ed è, quindi, permeabile all'acqua. La porzione ascendente è impermeabile all'acqua e deputata al riassorbimento di soluti. Nella porzione ascendente è presente sulle cellule tubulari un simporto Na+/K+/2Cl- che sfruttando il gradiente creato all'interno della cellula dalla Na+/K+ ATP-asi trasporta gli ioni dapprima all'interno della cellula e successivamente nell'interstizio. Ciò determina un aumento dell'osmolarità interstiziale, che comporta un riassorbimento di acqua dal tratto discendente (permeabile), ma non da quello ascendente (impermeabile). L'ansa di Henle nei nefroni juxtamidollari riceve un liquido isosmotico dal tubulo contorto prossimale e nel tratto discendente crea un gradiente osmotico determinato dal riassorbimento di acqua, non seguito da soluti, tale da determinare un liquido iperosmotico nel tratto di congiunzione tra discendente e ascendente. Successivamente il riassorbimento di soluti nel tratto ascendente, non seguito da acqua, porterà il liquido che giunge nel tubulo contorto distale a essere addirittura iposmotico. Questo meccanismo è detto moltiplicatore controcorrente. L'ormone ADH determina un aumento di urea all'interno dell'interstizio a causa di una permeabilità maggiore del dotto collettore a questa sostanza. Ciò determina un aumento dell'osmolarità interstiziale tale da determinare un ulteriore riassorbimento di acqua dal tratto discendente e produrrà urine più concentrate. Questo meccanismo è infatti alla base del meccanismo di concentrazione delle urine.